# آنگراپ، استرالیای غربی
آنگراپ (به انگلیسی: Ongerup) یک شهرک در استرالیا است که در استرالیای غربی واقع شده‌است.